# Torrent de la Batllòria
El Torrent de la Batllòria, antigament dit també riera o rierot d'en Llobet, és un curs fluvial de Badalona que transcorre pels límits de llevant del turó d'en Peixau i desemboca a la Riera de Sant Jeroni a l'alçada de la Rambla de Sant Joan. Té un recorregut d'un quilòmetre i mig aproximadament.
El seu nom deriva de la vall que travessa, la Batllòria o Vall Llòria, del llatí vallis laurea 'vall de llorers'. La denominació rierot d'en Llobet prové de Can Llobet, casa pairal de la família Llobet, l'adreça de la qual era el carrer de Sant Ramon.
Actualment la zona del torrent està urbanitzada. Discorre pel carrer de la Batllòria, al límit del barri del Sant Crist de Can Cabanyes, i després continua pel carrer del Torrent de la Batllòria, al barri de Coll i Pujol. A causa de la urbanització, l'antic torrent té actualment uns col·lectors que en recullen l'aigua quan plou.
De 2013 ençà compta amb un dipòsit regulador d'aigües pluvials ubicat al solar de l'antiga fàbrica de l'Estrella amb l'objectiu de recollir l'aigua directament cap a la mar cada vegada que plogui. El seu radi d'acció és la conca hidrogràfica de la riera de Sant Joan i del torrent de la Batllòria i beu dels col·lectors d'aquests corrents per evitar inundacions els dies de pluja intensa.